# Lancia IZ
Ansaldo-Lancia IZ, также известный под наименованием «Ansaldo AB» (на русский транслитерируется как Лянча) — итальянский бронеавтомобиль, созданный до Первой мировой войны и применявшийся во время Второй мировой.

## История
В ходе первой мировой войны для итальянской армии потребовались более мощные бронеавтомобили для борьбы с пехотой, чем только бронемашины Bianci. Проектированием новой машины занялась фирма Ansaldo из Турина, взяв за основу шасси 2-тонного грузовика «Lancia IZ».
В ходе первой мировой войны в вооружённых силах Италии бронемашины действовали в составе бронеотрядов (один отряд бронеавтомобилей получала одна кавалерийская дивизия итальянской армии, ещё несколько бронеотрядов являлись подвижным резервом командования армейских соединений).
Несколько итальянских бронемашин были захвачены немецкими войсками. 24 февраля 1918 года немецкое военное командование приняло решение о создании пяти дополнительных бронеавтомобильных взводов, укомплектованных трофейными бронеавтомобилями. 21 августа 1918 года были созданы 10-й и 11-й взводы бронеавтомобилей (каждый взвод получил по два трофейных итальянских бронеавтомобиля «лянча»).

## Описание
Схема бронирования, компоновка и дизайн корпуса, изготовлявшегося из листовой хромоникелевой стали, были типичными для Первой мировой войны, однако конструкция двухъярусной башни была оригинальной. Большинство листов имели толщину 6 мм, но некоторые машины имели увеличенную до 18 мм защиту передней проекции. Сравнительно большая высота машины обеспечивала экипажу хорошие боевые условия.
Для преодоления проволочных препятствий вдоль корпуса приваривались тонкие рельсоподобные балки.
Полный состав экипажа включал в себя шесть человек: командир, водитель, механик и три стрелка.

## Использование
На вооружение бронеавтомобиль приняли в 1916 году и использовали в боях на австрийском фронте.
В 1936 году в составе итальянских войск в Испанию была отправлена одна бронеавтомобильная рота бронемашин Lancia IZM. Первые 16 машин прибыли в Испанию 22 декабря 1936 года, всего, по разным источникам, в Испанию было поставлено от 22 до 32 бронемашин этого типа. Их применение на фронте было ограниченным (хотя республиканцы сумели подбить и уничтожить несколько таких броневиков) и в основном их использовали за линией фронта, в учебных центрах и для охраны объектов.
Повторно машины воевали на Балканах против Югославии и в Ливии. Последний бой уцелевшие машины из состава Commando Truppe Egeo приняли осенью 1943 года в обороне греческих островов.

## Варианты и модификации
- Lancia 1Z — первая модель образца 1914 года, с двумя расположенными друг над другом вращающимися башнями. Вооружение — три пулемёта (первоначально, бронемашины вооружали тремя 8-мм пулемётами Saint-Étienne modèle 1907, в дальнейшем они были перевооружены тремя 6,5-мм пулемётами Fiat-Revelli Mod. 1914)[2]
- Lancia 1ZM — вторая модель, разработана и принята на вооружение в 1917 году, поставки в войска начаты в 1918 году. Бронеавтомобиль стал более технологичным в производстве за счёт отказа от второй башенки. Вооружение — размещённые в башне два пулемёта[2].
- M30 и M31 — машины, реконструированные в 1930 и 1931 году. Установлена новая плоская башня (что позволило уменьшить высоту бронемашины), литые или пневматические шины[2]

## Страны-эксплуатанты
- Италия
- Германская империя — не менее 4 трофейных бронеавтомобилей использовались в ходе первой мировой войны[5]
- США — в ходе первой мировой войны использовали для обучения американских войск в Европе
- Чехословакия — две бронемашины, поставленные в 1919 году в Чехословакию из наличия итальянской армии, стали первыми бронеавтомобилями армии Чехословакии[6]
- Нацистская Германия — использовались под наименованием Panzerspähwagen 1ZM (i)
- Афганистан — четыре бронеавтомобиля Lancia 1ZM.
- Албания — четыре бронеавтомобиля Lancia 1ZM.

## Сохранившиеся экземпляры
До наших дней сохранилось только два подлинных экземпляра бронеавтомобиля Lancia 1Z.
- Lancia 1ZM. В экспозиции Военного музея Диего де Энрикеса, Триест. Машина модернизирована в 1930-е гг.
- Lancia 1ZM. В собрании Военно-исторического музея Бундесвера, Дрезден. Данный экземпляр вывезен из Афганистана немецким воинским контингентом в 2007 г. В плохом состоянии, ряд деталей кузова утрачен.